# Dzanga-Sangha-Schutzgebiet

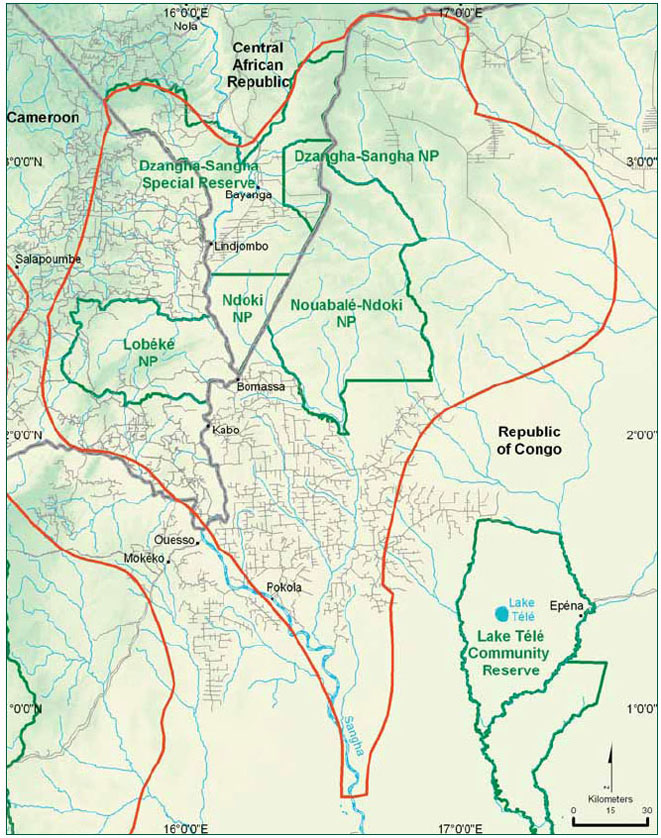
Lage des Dzanga-Sangha-Reservatskomplexes im Dreiländereck Zentralafrikanische Republik, Kamerun, Republik Kongo

Das Dzanga-Sangha-Schutzgebiet liegt im Süden der Zentralafrikanischen Republik in der Nähe des Sangha-Flusses. Innerhalb des Schutzgebietes liegt der Nationalpark Dzanga-Ndoki, der aus zwei voneinander getrennten Sektoren besteht, Dzanga im Westen und Ndoki im Süden. Das Schutzgebiet grenzt an den Nationalpark Nouabalé-Ndoki in der Republik Kongo und den Lobéké-Nationalpark in Kamerun. Die drei Staaten haben gemeinsam das  Trinationale Schutzgebiet am Sangha-Fluss (TNS) gegründet, das die drei Nationalparks und diese umgebende Gebiete umfasst, wodurch in der Region des Dreiländerecks insgesamt 28.000 km² tropischer Regenwald unter Schutz stehen.
Die Verwaltung des Dzanga-Sangha-Schutzgebietes ist in Bayanga ansässig. Dieser Ort liegt inmitten des Schutzgebietes.
Der durchschnittliche Jahresniederschlag beträgt etwa 1500 mm, die Durchschnittstemperatur liegt zwischen 24 und 29 °C. Die stärksten Niederschläge fallen in der langen Regenzeit von Oktober bis November und in der kurzen Regenzeit zwischen Mai und Juni.

## Fauna
Inmitten der dichten Wälder finden sich große Lichtungen, an denen zahlreiche bedrohte Großtiere wie Waldelefanten, Waldbüffel und Bongos beobachtet werden können. Weitere Großsäuger des Gebietes sind Westliche Flachlandgorillas, Schimpansen, Leoparden, Goldkatzen, Flusspferde, Riesenwaldschweine, Pinselohrschweine, Buschböcke, Sitatungas, verschiedene Duckerarten, Oustalet-Stummelaffen (Piliocolobus oustaleti), Schwarz-weiße Stummelaffen, Grüne Paviane, Meerkatzen und Mangaben.

## Gefährdung
Nach dem Putsch durch die Séléka-Rebellen im März 2013 in der Zentralafrikanischen Republik und der damit verbundenen Instabilität, konnte der Schutz des Gebietes nicht mehr ausreichend gewährleistet werden. Im Mai 2013 wurden 26 Elefanten durch Wilderer erschossen, die in das Schutzgebiet eingedrungen sind. Später kooperierten die Séléka-Truppen mit den Naturschutzorganisationen – wie dem WWF – und die Sicherheit des Reservates war wieder gewährleistet. Seit Mai 2014 ist das Gebiet wieder unter der Kontrolle der Zentralregierung.